# 白匏子
白匏子（学名：Mallotus paniculatus），又名白楸，为野桐屬下的一种半落叶乔木，高5至15米，莖、葉背均为灰白色，單葉互生，闊卵形，结蒴果。

## 扩展阅读
- 維基物種上的相關：白匏子